# Petzl
Petzl es una empresa francesa productora de material de deportes de aventura: escalada, alpinismo, espeleología y trabajos verticales. Su sede y principal centro de producción se encuentran en la localidad de Crolles, en la región de Ródano-Alpes (Francia), cerca de la ciudad de Grenoble. La empresa fue fundada por Fernand Petzl, explorador y espeleólogo, en el año 1968. El actual presidente, Paul Petzl es el hijo del fundador. La compañía distribuye sus productos en más de cincuenta países.
Esta empresa familiar forma un holding junto a las empresas Zedel y Big Bang. El grupo es propietario de las filiales en Estados Unidos, TMI y Peztl America3.
Su gama de material de escalada es amplio, aunque el equipamiento más reconocido son los arneses, cuerdas, linternas de espeleología y su sistema de seguridad ASAP.

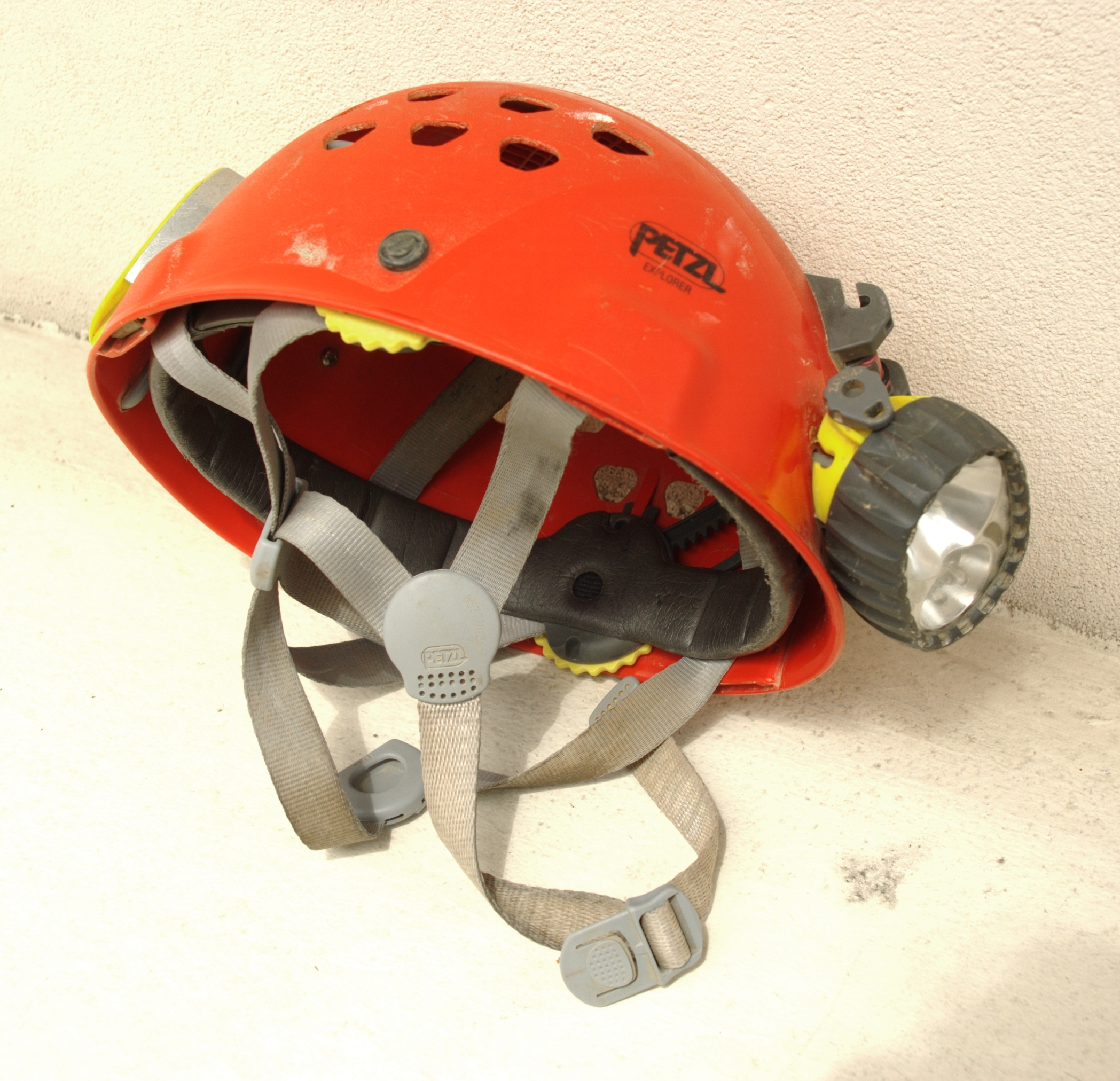
Casco de espeleología fabricado por Petzl, con frontal de iluminación incorporado.